# Franak Viačorka
Franak Viačorka (Francišak Valancinavič Viachorka, bělorusky: Франці́шак Валянці́навіч Вячо́рка, rusky: František Valentinovič Vachjorko, * 26. března 1988, Minsk) je běloruský novinář, viceprezident Digitální komunikační sítě, spolupracovník Centra pro Eurasii při Atlantic Council a konzultant U.S. Agency for Global Media. Za svůj aktivismus a novinářskou práci v Bělorusku byl několikrát uvězněn. Žije v exilu a působí jako hlavní poradce Svjatlany Cichanouské a vedoucí oddělení zahraniční politiky.

## Život a profesní kariéra
Franak Viačorka je synem významného opozičního politika Vincuka Viačorky, který ve volbách kandidoval na primátora Minsku. Studoval na Běloruském humanitním lyceu (od roku 2003 v ilegalitě) a na katedře žurnalistiky Běloruské státní univerzity. Dne 18. února 2008 byl vyloučen ze třetího ročníku navzdory svým výborným studijním výsledkům, protože se nedostavil ke dvěma zkouškám neboť byl zadržen policií. Tuto skutečnost univerzitní orgány nepřijaly jako legitimní omluvu. Následný pokus o zápis na exilovou Evropskou humanitní univerzitu ve Vilniusu kvůli Lukašenkovým restrikcím ztroskotal, neboť jeho jméno figurovalo na seznamu osob se zákazem vycestování mimo Bělorusko.
Dne 16. ledna 2009 byl nuceně odveden do běloruských ozbrojených sil, přestože byl shledán zdravotně nezpůsobilým. Od února 2009 působil v jednotce protivzdušné obrany 48694 v Mazyru a kandidoval ve volbách do místního zastupitelstva. Během vojenské služby psal Franak Viačorka "Blog běloruského vojáka", který se stal na internetu velmi populární. V armádě byl vystaven nucené izolaci a nadřízení mu opakovaně vyhrožovali. Kvůli zdravotním problémům byl v dubnu 2010 z armády propuštěn.
Po propuštění z armády se Viačorka osmkrát přihlásil ke studiu na Běloruské státní univerzitě, a byl odmítnut, stejně jako na všech ostatních veřejných univerzitách v Bělorusku. Za své politické aktivity byl několikrát zatčen a uvězněn. Byl také unesen a zbit "neznámými útočníky" před svým domem. Po propuštění z armády byl první, kdo získal novinářské stipendium vyhlášené Ministerstvem zahraničních věcí České republiky a RFE/RL na paměť prezidenta Václava Havla. Ve své novinářské činnosti pokračoval v Rádiu Svobodná Evropa/Rádiu Svoboda, kde uváděl zpravodajský pořad a působil jako manažer nových médií.
Po odchodu do exilu studoval na Evropské humanitní univerzitě ve Vilniusu a v letech 2010-2012 obor PR a mediální marketing na Varšavské univerzitě. V roce 2016 obdržel od Open Society Foundations cenu Civil Society Leadership Award která mu umožnila pokračování v doktorském studiu na American University ve Washingtonu D.C. Je členem Běloruské jazykové společnosti. Mluví rusky, polsky, francouzsky a anglicky.
Od roku 2008 Viačorka spolupracuje s nezávislou satelitní televizí pro Bělorusko Belsat TV jako PR manažer a na této stanici moderuje s běloruskou službou RFE/RL populární zpravodajský a analytický pořad. Pracoval jako novinář a redaktor pro několik nezávislých běloruských vydavatelství: Běloruskou informační agenturu "BelaPAN", měsíčník pro politické noviny "Naviny BNF" ("BPF News"), Běloruskou službu RFE/RL, informační webový portál pro mládež Uff-by.org a provozuje vlastní videoblog na webovém portálu Polského rozhlasu.
Profesně se zabýval výzkumem médií podporovaných putinovským Ruskem – ruských think-tanků, nevládních organizací v zahraničí a rolí ruské pravoslavné církve. Pracoval jako konzultant pro americké ministerstvo obrany, Freedom House a Radu guvernérů pro rozhlasové a televizní vysílání. Koordinoval také projekt mapování digitálních influencerů, který realizovala organizace Digital Communication Network. Je častým řečníkem a obhájcem demokracie a osobní svobody.

## Politické aktivity
Franak Viačorka se od mládí angažoval v opozičním hnutí proti současnému běloruskému prezidentovi Alexandru Lukašenkovi. Byl členem Mladé fronty, zakladatelem a bývalým předsedou mládežnického křídla Běloruské lidové fronty BPF (2008-2009). V letech 2007-2009 byl členem předsednictva strany Běloruská lidová fronta a předsedou její kulturní komise. V Bělorusku byl organizátorem mnoha demonstrací, politických kampaní BPF v letech 2000, 2001, 2004, 2008, a Flash mobů. Roku 2010 kandidoval v komunálních volbách do zastupitelstva města Mazyr, volby však byly zfalšovány. Od ledna 2011 je mezinárodním tajemníkem lidově-demokratické strany Běloruské hnutí.
V lednu 2022 vyšlo najevo, že Viačorka je spolu s blogery Ramanem Pratasevičem, Antonem Motolkem a Stěpanem Putilo běloruskými úřady obviněn z organizování spiknutí za účelem uchopení moci, podněcování nenávisti, organizování masových nepokojů, vytváření extremistických formací, vlastizrady i řady dalších závažných trestných činů.

## Kulturní aktivity
V oblasti umění je považován za výjimečný talent. V roce 2006 hrál v oceňovaném dokumentárním filmu s názvem "Lekce běloruského jazyka", který zachycoval Viačorkův život prodemokratického mladého aktivisty v době před prezidentskými volbami v Bělorusku v roce 2006. V pořadu vystupoval také jeho otec Vincuk Viačorka a Uładzimier Kołas, ředitel Běloruského humanitního lycea a významný akademik.
Viačorka byl spoluscenáristou a druhým režisérem hraného filmu, který o jeho působení v běloruské armádě a o situaci dalších mladých branců vyrobila polská Produkční společnost dokumentárních a hraných filmů. Film "Ať žije Bělorusko!", který režíroval Krzysztof Łukaszewicz, byl uveden do kin na jaře 2013. Hrál také ve filmu Tutejszyja, který byl v Bělorusku zakázán. Film pojednává o sebeidentifikaci východoevropského venkovského obyvatelstva, které nemělo jasnou národní identitu, a to především v jazykově smíšených východoevropských oblastech, včetně Polska, Ukrajiny, Běloruska, Litvy a Lotyšska, zejména v Polesí a Podlesí.
Viačorka byl šéfredaktorem evropského cestopisu "Průvodce poutníka pro Bělorusy", spolukoordinátorem projektu občanské žurnalistiky "Narodnyj žurnalist", jedním ze zakladatelů a manažerů Art Sedziba – veřejného otevřeného prostoru pro nezávislé akce v Minsku.
Působil jako režisér a producent hudebního projektu "Partyzanaskaja Škoła" (Partyzánská škola), hudebních kompaktních disků "Ja lublu licej" (Miluji lyceum), "Vieru u Ciabie" (Důvěřuj mi), "Pieśni Lisoŭčykaŭ" (Píseň Lišáka), "Janka Kupala - 125", "be-x-old:Незалежныя". Producent projektu "Audioknihy v běloruštině" a kreativního projektu "Belarusian Gulfstream".
Byl producentem a manažerem projektu "Filmový dabing do běloruštiny". Zde daboval filmy Pulp Fiction, Shrek 2, En Liten Julsaga, Love Actually, V jako Vendeta.